# Отреченское
Отре́ченское — село в Чановском районе Новосибирской области. Административный центр Отреченского сельсовета.

## География
Площадь села — 97 гектаров.

## История
В 1976 году указом Президиума Верховного Совета РСФСР село фермы № 1 совхоза «Отреченский» переименовано в Отреченское.

## Население
| 2002 | 2007 | 2010 |
| ---- | ---- | ---- |
| 547  | ↗591 | ↘514 |

## Инфраструктура
В селе по данным на 2007 год функционируют 1 учреждение здравоохранения и 3 учреждения образования.